# Desesperanza
«Desesperanza» es un bolero venezolano compuesto por María Luisa Escobar, venezolana de Valencia (estado Carabobo). Interpretada por primera vez por el barítono venezolano Eduardo Lanz hacia los años treinta y cuarenta, la canción se dio a conocer internacionalmente gracias al tenor venezolano Alfredo Sadel en 1949. Posteriormente, han interpretado la pieza Devorah Sasha, Chucho Avellanet, Aquiles Machado y Aquiles Báez, Serenata Guayanesa, entre otros artistas. También existe una versión del cantante Trino Mora.